# 山田化学
山田化学株式会社（やまだかがく）は、三重県伊賀市に本社を置くプラスチック製品のメーカーである。

## 概要
主に家庭用プラスチック製品やミニチュア商品の製造を手掛けている。これらの販売は、100円ショップが主となっている。商品情報は「主な製品」を参照。

## 沿革
- 1988年（昭和63年）3月 - 山田化学株式会社を大阪府八尾市に設立する。
- 1989年（平成元年）8月 - 本社が大阪府東大阪市に移転する。
- 1999年（平成11年）3月 - 本社が三重県伊賀市大内岩根に移転する。
- 2002年（平成14年）5月 - 本社が三重県伊賀市治田大沢に移転する。
- 2004年（平成16年）5月 - 株式会社スエヒロの営業権の一部を護受する。
- 2012年（平成24年）8月 - 有限会社イーハンズの営業権を護受する。

（出典：）

## 事業所一覧
- 本社
  - 三重県伊賀市治田3090-1[1]
- 本店
  - 三重県伊賀市大内岩根662-1[1]
- 事業所（大阪オフィス）
  - 大阪府東大阪市柏田本町1-9 4F[1]

## 主な製品
両面テープやプラスチック製の家庭日用品（ごみ箱や仕切り付きケースなど）、パイプ椅子・買い物かご・フードコンテナなどのミニチュア商品を製造している。なお、缶（ブリキ）など金属を使用した製品（例：「ココアシガレット」など実在商品を基にした缶ケース、貨物コンテナ風小物入れの「ブリックコンテナ」や「トラック荷台」）は中国にある提携工場で製造している。
輸送コンテナを模した缶ケースの販売は2020年12月頃から順次開始し、2022年10月にはそれを載せるためのミニチュアとして、コキ106形貨車の販売を開始した。商品に関する詳細は下記の各項目を参照。ちなみに、伊賀情報タウンユーが2021年6月12日付で投稿した記事には「山畠社長が2020年1月にミニチュア市場に参入したこと」・「シリーズ月間販売数が50万個を突破したこと」・「2020年度の売上高が約86億円（前年比約13億円増）となったこと」を報じている。

### ミニチュア商品
主な商品は下記のとおり。完成品を製造・販売しているが、銃など一部の商品は組立式キットである。なお、一部の商品は2023年に『創彩少女庭園』とのコラボレーションが行われた。

### 缶ケース
実在するお菓子の商品パッケージを印刷した缶ケース。
- オリオン「ココアシガレット」
- 中野物産「中野の都こんぶ」
- 丸川製菓「マーブルガム」

### ブリックコンテナ
貨物コンテナ風小物入れの愛称。鉄道・海運・離島の各シリーズを販売している。なお、販売するコンテナのサイズは12フィートと20フィートの2種類である。ちなみに、鉄道模型雑誌『RM MODELS Vol.339 2023年12月号』（2023年10月20日発売）では「コンテナバラエティ」が特集として組まれ、同誌に当社のインタビューが掲載されている。

#### 鉄道
- 日本国有鉄道（略称・国鉄） - R12形コンテナ、6000形コンテナ、C20形コンテナ、C21形コンテナ。
- 日本貨物鉄道（通称・JR貨物） - 18D形コンテナ、19D形コンテナ（鉄道コンテナ輸送50年記念カラー）[9]、20D形コンテナ、30A形コンテナ、30D形コンテナなど。
- 日本石油輸送（略称・JOT） - UR19A形コンテナ（スカイブルー、桜帯）。
- 日本通運 - U20A形コンテナ。
- 福山通運 - U51A形コンテナ（「瀬戸内ひろしま宝しま」のロゴが付いたもの[注 5]）。
- 西濃運輸 - UC7形コンテナ。「カンガルー便」のロゴが付いた紺色のコンテナ。
- 佐川急便 - U54A形コンテナ（「スーパーレールカーゴ」用）。
- 札幌通運 - UR52A形コンテナ。
- ランテック - UF44A形コンテナ。

#### 海運
- 東方海外貨櫃航運公司（略称・OOCL）[10]
- オーシャン ネットワーク エクスプレス ホールディングス（略称・ONE）[11] - 過去には同社を模したコンテナを販売したが、そのコンテナには「UNO」という略称が付いていた[2]。
- 商船三井（略称・MOL） - アリゲータマーク[注 6]を描いたコンテナ[10][12]。

#### 離島
- 佐渡汽船 - 新潟港と両津港で販売したことがあった（ともに数量限定）[14]。
- 東海汽船 - 島ぽちバージョン[15]。
- 琉球海運

### トラック荷台
貨物コンテナ風小物入れ、「ブリックコンテナ」の姉妹品。なお、同シリーズのコンテナは12フィートサイズに縮小したものであり、2023年2月から当社製品取扱店で販売を開始している。
- アート引越センター
- 引越社（通称・アリさんマークの引越社）

### 貨車
インテリア用のオブジェとして下記の商品を販売している。
- コキ106形貨車 - 12フィートサイズは最大3個、20フィートサイズは最大2個積載することができる[注 7]。両端には連結用フックがあり、同車を連結することができる。

### 連結ディスプレイ
フィギュアやプラモデルを飾るため下記の商品を販売している。
- 連結ディスプレイベース - 複数連結することでオリジナルの基地や格納庫を作ることができ、側面壁、拡張床2P（六角または長方形）、カタパルトを繋げることで拡張することが可能。オプションパーツとして司令室、中二階、階段、移動通路、クレーン、アームがあり、組み合わせることで情景を作ることが可能。
- ディスプレイスタンド